# Борисов, Юрий Иванович
Ю́рий Ива́нович Бори́сов (род. 31 декабря 1956, Вышний Волочёк, Калининская область, РСФСР, СССР) — российский государственный деятель, сенатор Российской Федерации (с 20 мая 2025 года). Вошёл в Комитет СФ по обороне и безопасности. 
Специальный представитель президента Российской Федерации по вопросам международного сотрудничества в области космоса (18 февраля — 22 мая 2025).
Генеральный директор госкорпорации «Роскосмос» (2022—2025). Заместитель председателя правительства Российской Федерации по вопросам оборонно-промышленного комплекса (2018—2022). Герой Российской Федерации (2018 год; однако указ о награждении не публиковался).
Заведующий кафедрой электроники НИЯУ МИФИ.
Доктор технических наук.
Действительный государственный советник Российской Федерации 1-го класса (2013). Куратор в Уральском федеральном округе с 19 июля 2021 года.
Находится под международными санкциями.

## Биография
Родился 31 декабря 1956 года в Вышнем Волочке. В 1974 году окончил Калининское суворовское военное училище и поступил в Пушкинское высшее училище радиоэлектроники противовоздушной обороны, которое окончил в 1978 году.
С 1978 года проходил службу в Вооружённых силах СССР на офицерских должностях. Поступил на факультет вычислительной математики и кибернетики Московского государственного университета имени М. В. Ломоносова, который успешно окончил в 1985 году.
До 1991 года был главным инженером Каунасского авиаремонтного завода, входившего в систему Минобороны СССР.
В 1998 году уволился в запас Вооружённых сил Российской Федерации и назначен на должность генерального директора закрытого акционерного общества «Научно-технический центр „Модуль“» (разработка авионики, комплексов распознавания изображений и интегральных схем).
В июле 2004 года назначен начальником Управления радиоэлектронной промышленности и систем управления Федерального агентства по промышленности. С октября 2007 года — заместитель руководителя Федерального агентства по промышленности.
2 июля 2008 года назначен заместителем министра промышленности и торговли Российской Федерации. На этой должности занимался контролем целевой программы по развитию радиоэлектроники и поддерживал разработку и внедрение спутниковой системы ГЛОНАСС.
Указом президента Российской Федерации от 15 ноября 2012 года назначен заместителем министра обороны Российской Федерации. На этом посту отвечал за военно-техническое обеспечение и военно-техническую политику Вооружённых сил Российской Федерации, за создание, развитие и модернизацию вооружения, военной и специальной техники. В его ведении находились департаменты: вооружения, по обеспечению гособоронзаказа и размещения госзаказа, а также пять управлений и техническая инспекция Министерства обороны.
С 5 июня 2013 года является также председателем военно-технического комитета при Совете министров обороны стран СНГ.
7 октября 2013 года присвоен классный чин действительного государственного советника Российской Федерации 1-го класса. Имеет учёную степень доктора технических наук.
Входит в совет директоров ОАО «Уралвагонзавод» и Объединённой авиастроительной корпорации.

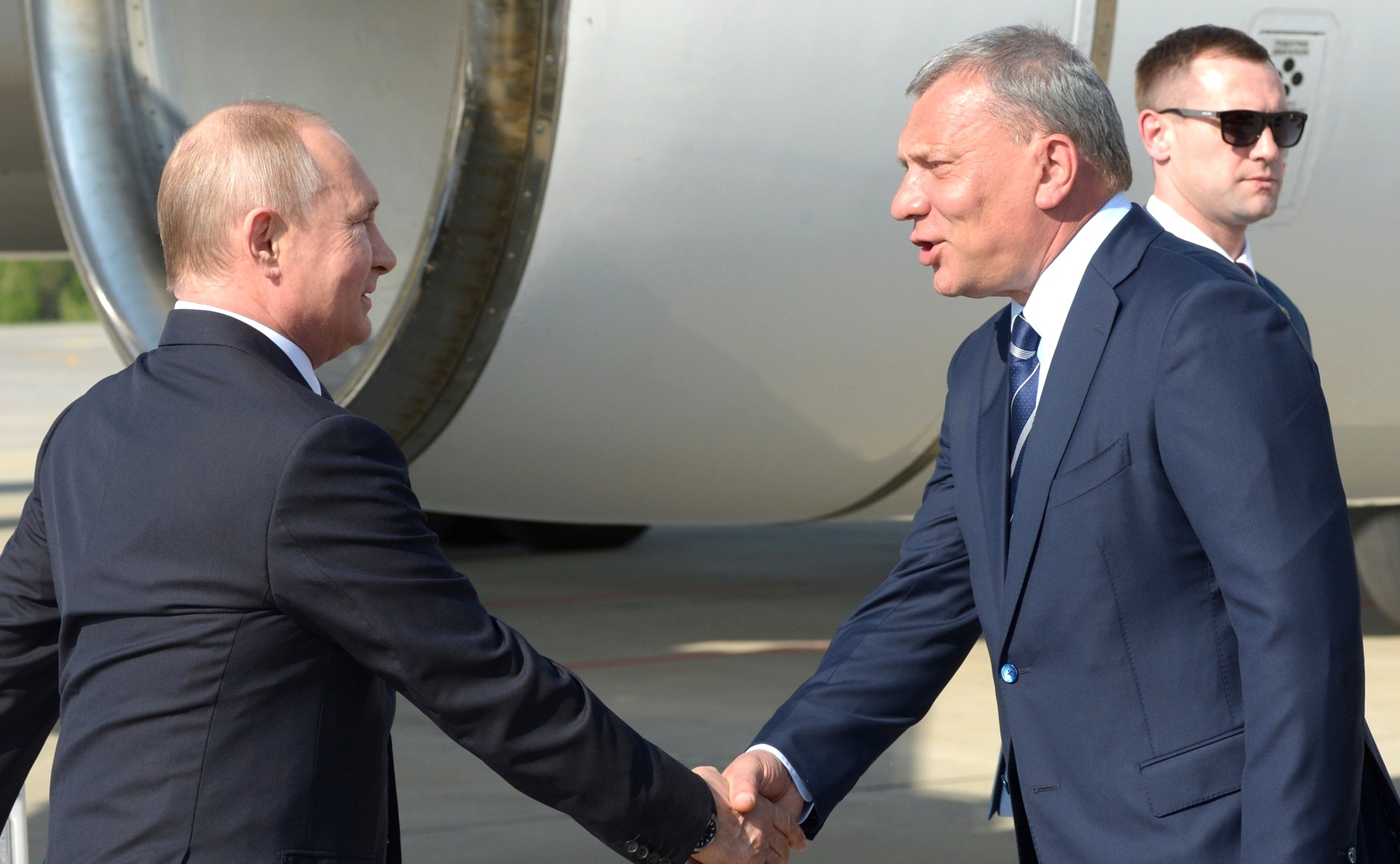
С президентом России Владимиром Путиным. Казань, 13 мая 2019 года

Член бюро «Лиги содействия оборонным предприятиям». Председатель Морской коллегии при Правительстве Российской Федерации.
7 мая 2018 года выдвинут на должность заместителя председателя Правительства Российской Федерации, курирующего вопросы развития военно-промышленного комплекса; назначен на должность Указом президента Российской Федерации Владимира Путина от 18 мая 2018. Одновременно с октября 2018 по август 2022 года — председатель Авиационной коллегии при Правительстве Российской Федерации. Исполняющий обязанности заместителя председателя Правительства с 15 по 21 января 2020 года.

### Глава Роскосмоса
15 июля 2022 года указом президента Российской Федерации освобождён от должности заместителя председателя правительства РФ и назначен главой Роскосмоса. 6 февраля 2025 года освобождён от должности главы Роскосмоса.

### Специальный представитель президента Российской Федерации
18 февраля 2025 года назначен специальным представителем президента Российской Федерации по вопросам международного сотрудничества в области космоса.

### Сенатор Российской Федерации
19 мая 2025 года губернатор Архангельской области Александр Цибульский своим указом назначил Юрия Борисова членом Совета Федерации, представителем исполнительного органа государственной власти региона.

## Судебные иски
В ноябре 2022 года мировой судья судебного участка N 214 Ломоносовского района Москвы обязал Юрия Борисова платить ежемесячные алименты на содержание двоих внебрачных несовершеннолетних детей. Юрий Борисов отказался исполнять решение суда и оспорил его в апелляционном порядке. Впоследствии был проведён второй тест ДНК. 16 мая 2023 года в судебном заседании были оглашены результаты экспертизы ДНК, подтвердившей, что у Борисова от Елены Лютовой двое детей — мальчик, 2013 года рождения, и девочка, 2020 года рождения.

## Доходы
Сумма декларированного дохода за 2020 год составила 19 064 235,79 руб., супруги — 200 405,63 руб.[значимость факта?]

## Личная жизнь
Жена — Татьяна Васильевна Борисова.
Сын — Константин (скончался 18 августа 2024 года).
Сын — Александр.
Сын, 2013 года рождения, и дочь, 2020 года рождения.

## Санкции
9 июня 2022 года стал одной из 35 персон, попавших в санкционный список президента Украины, включающий высшее руководство России, на неограниченный срок в связи со вторжением России на Украину. Он попал под блокирование активов, прекращение транзита через территорию Украины, остановку выполнения экономических обязательств, аннулирование лицензий и другие ограничения. 24 февраля 2023 года внесён в санкционный список Канады как «элита и близкий соратник режима».

## Награды
- 5 июля 2018 года появились сообщения о том, что Владимир Путин закрытым указом присвоил Юрию Борисову звание Героя России[26]; в Кремле от комментариев по этому поводу отказались[27];
- Орден «За заслуги перед Отечеством» IV степени;
- Орден Александра Невского (2018)[28];
- Орден Почёта (2014);
- Орден «За службу Родине в Вооружённых Силах СССР» III степени;
- Лента ордена Республики Сербия (2021, Сербия)[29];
- Орден Дружбы народов (9 апреля 2024, Белоруссия) — за значительные достижения в сфере космической деятельности, большой вклад в научные исследования, подготовку высококвалифицированных кадров, укрепление международного сотрудничества[30];
- Государственная премия Российской Федерации имени Маршала Советского Союза Г. К. Жукова в области создания вооружения и военной техники (8 мая 2015) — «за разработку и создание головного атомного подводного крейсера проекта 955 „Борей“, способствующего значительному укреплению обороноспособности Российской Федерации»[31];
- Медаль «За особые заслуги перед Омской областью» (23 сентября 2024) — за особые заслуги перед Омской областью в создании уникальных образцов ракетно-космической техники и большой вклад в укрепление обороноспособности страны
- Медали СССР;
- Медали РФ.